# Tolbačik
Il Tolbačik (in russo Толбачик?, noto in ambito internazionale con la traslitterazione anglosassone Tolbachik) è un vulcano complesso della Kamčatka, in Russia.

## Descrizione

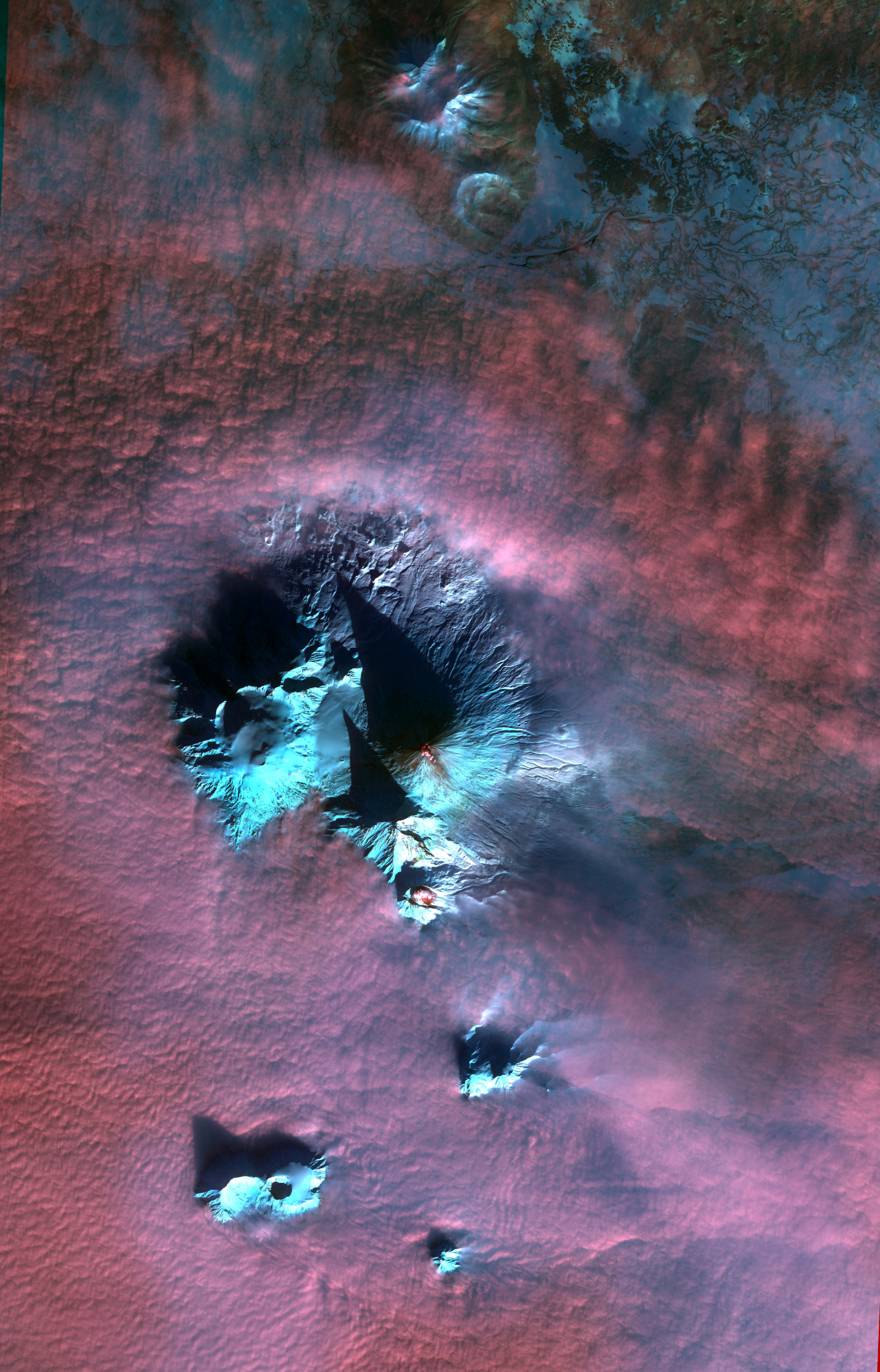
Immagine satellitare del gruppo vulcanico del Ključevskaja; il Tolbačik è in basso a sinistra.

Il complesso è formato da due vulcani, il Ploskij ("piatto") Tolbačik (3.085 m s.l.m.) e l'Ostryj ("affilato") Tolbačik (3.682 m s.l.m.), che sorgono su un antico vulcano a scudo che funge da base.
L'Ostryj Tolbačik è uno stratovulcano estinto privo della sommità, mentre il Ploskij Tolbačik è un vulcano a scudo attivo caratterizzato da una grande caldera sulla sommità; morfologicamente questo è uno stratovulcano la cui sommità è tagliata da due caldere di tipo hawaiano nidificate l'una nell'altra. La più grande delle caldere ha un diametro di 3 km ed è riempita da un piccolo vulcano a scudo e da un ghiacciaio, conferendo la caratteristica cima piatta. La caldera minore ha un diametro di 1,8 km e una profondità di circa 400 m, che si è formata durante la penultima eruzione del vulcano nel 1975-76. Sulle pendici del Ploskij Tolbačik e nell'adiacente valle Tolbačinskij ci sono più di 120 coni di scorie laterali. Il Tolbačik appartiene ai vulcani di tipo hawaiano.
Per via della maggiore altitudine, a volte si usa il toponimo Ostryj in riferimento all'intero vulcano, sebbene questo non deve essere confuso con un altro vulcano omonimo sito più a nord nella penisola della Kamčatka.
Il Tolbačik fa parte del gruppo vulcanico del Ključevskaja, che comprende anche i vulcani Ključevskaja Sopka, il Bezymjannyj, il Kamen', l'Uškovskij, lo Zimina e l'Udina. Il gruppo si trova spostato verso ovest dall'estremità settentrionale della Catena Orientale, una catena montuosa che corre parallelamente alla linea della costa orientale della Kamčatka, e si staglia dalla pianura che divide la catena orientale dalla Catena Centrale.
I depositi delle fumarole sono ricchi di minerali e a partire dal settembre 2017 sono stati scoperti e descritti per la prima volta più di 100 nuovi minerali, tra cui l'alarsite, la leningradite e la tolbachite.
La regione attorno al Tolbačik è relativamente poco abitata. A distanze comprese tra 50 km e 68 km vi sono cinque insediamenti dove vivono in totale circa 8.100 persone: Ključi, Majskoe, Kozyrevsk, Lazo e Atlasovo. La città di Petropavlovsk-Kamčatskij si trova a 343 km di distanza.

## Formazione

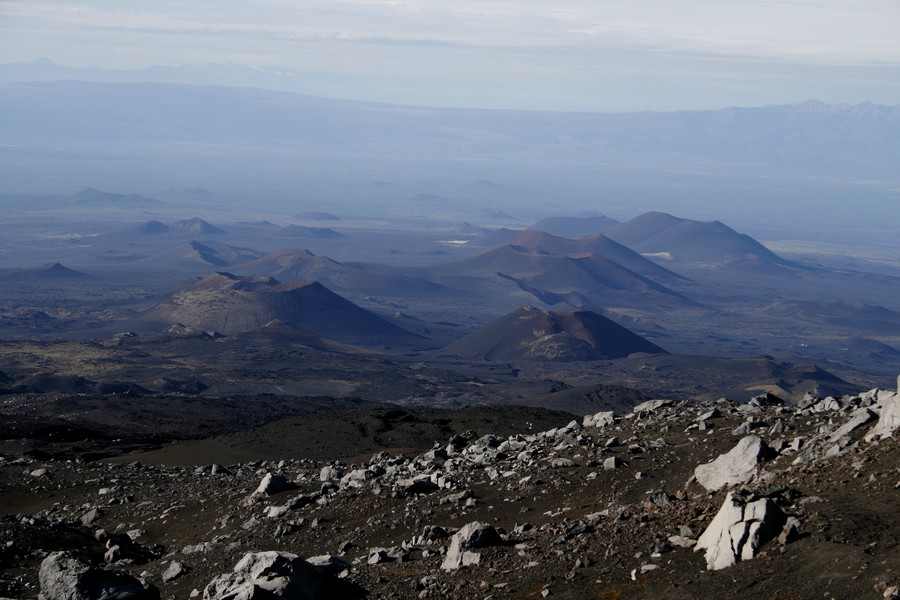
I coni di scorie della valle Tolbačinskij.

Sia l'Ostryj che il Ploskij Tolbačik ebbero origine nel tardo Pleistocene a partire da un vulcano a scudo di 22 km di diametro, come stratovulcani con morfologia simile. Durante l'Olocene si verificò una crescita ulteriore dei vulcani a seguito di eruzioni basaltiche.
La zona di fessura regionale del Tolbačik si estende per circa 70 km in direzione nord-est verso sud-ovest, a partire dal tratto superiore del fiume Studenaya fino alle sorgenti del fiume Kamčatka, passando per il vulcano Tolbačik. La parte meridionale della zona di fessura è denominata Tolbačinsky Dol ed è caratterizzata da dolci creste laviche con numerosi coni di scorie. La presenza di questa zona di fessura ha alimentato l'attività vulcanica del Ploskij Tolbačik; al contrario l'Ostryj Tolbačik, scostato dalla zona di frattura, si è estinto.
La grande caldera del Ploskij Tolbačik risale a 6.500 anni fa in seguito ad una violenta eruzione effusiva che provocò allo stesso tempo il crollo della cima dell'Ostryj Tolbačik e il collasso del pendio meridionale.
La caldera del Ploskij Tolbačik si riempì nel tempo di detriti eruttivi, dando origine all'altipiano visibile oggigiorno. Fino all'eruzione del 1975 era presente un cratere di 300 m di diametro, poi riempito di lava durante l'eruzione.

## Attività vulcanica

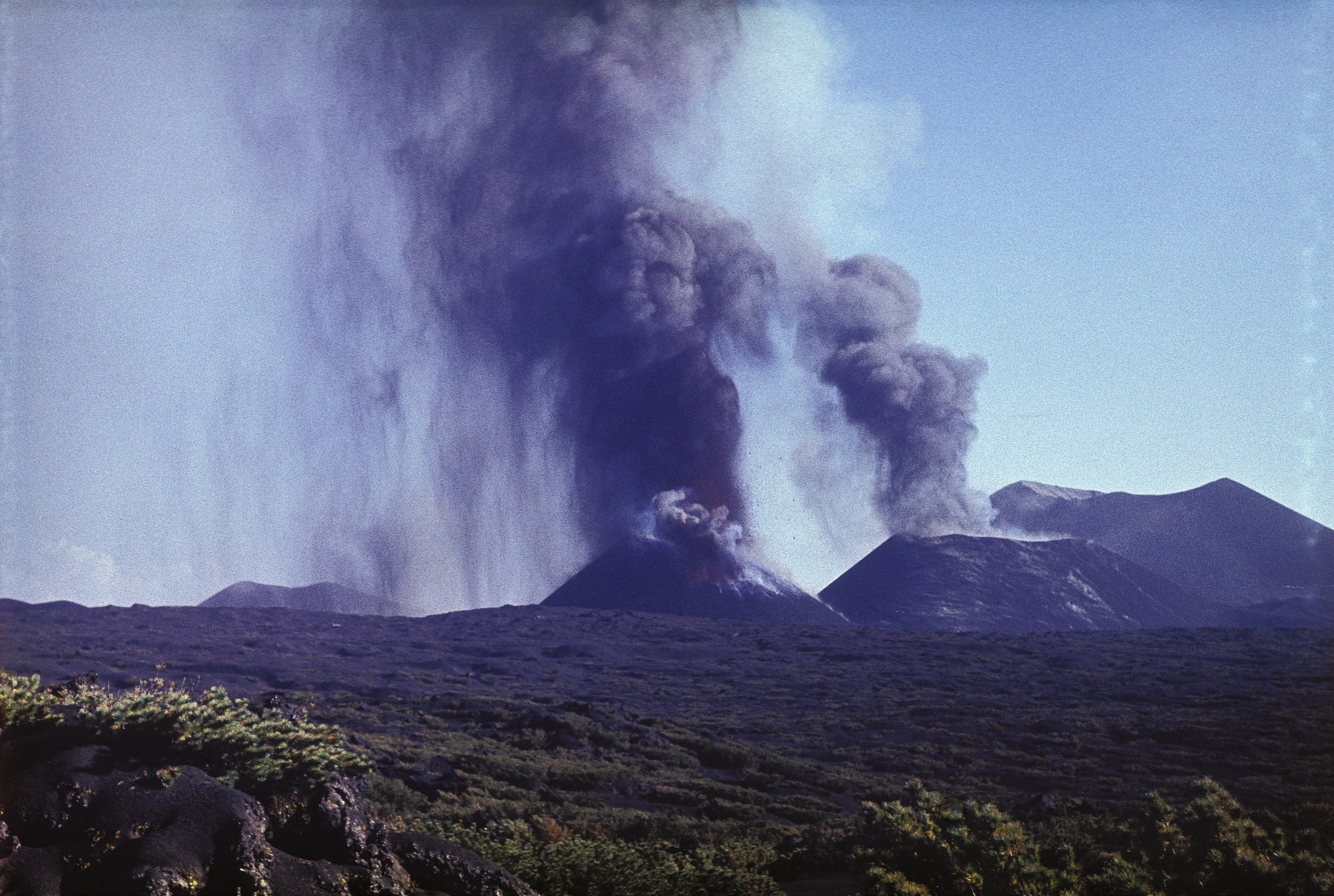
L'eruzione del secondo e terzo cono laterale del Tolbačik nel corso dell'eruzione del 1975.

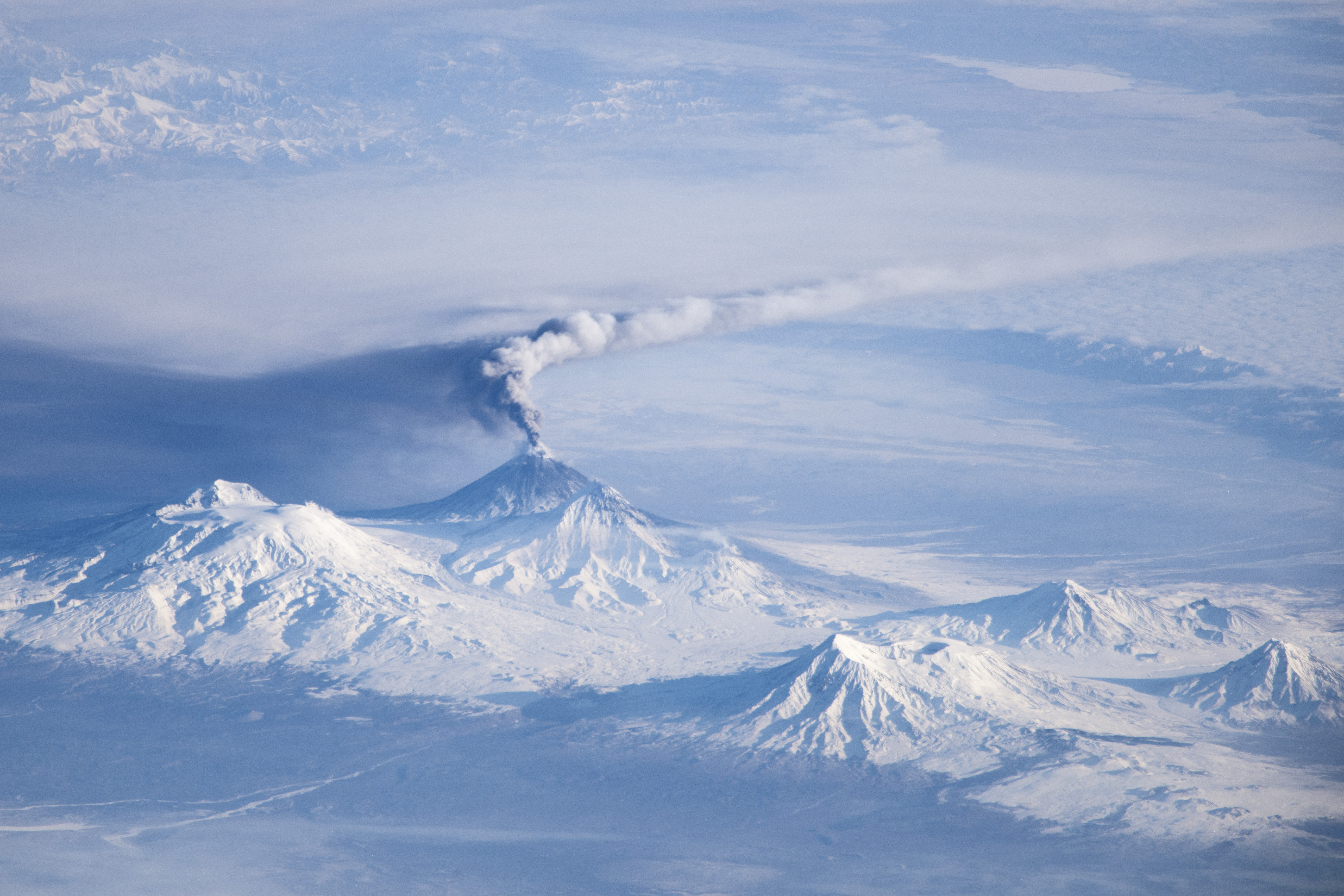
Il Tolbačik (terzo da destra) durante l'eruzione del Ključevskaja Sopka, fotografato dalla ISS il 16 novembre 2013. Si vedono anche i vulcani Uškovskij, Kamen', Bezymjannyj, Zimina e Udina.

Le eruzioni del Ploskij Tolbačik di cui si ha prova si sono verificate nel 1728, 1739, 1740, 1769, 1788-1790, 1793, 1904, 1927, 1931, 1939-1941, 1954, 1975-1976 e 2012-2013. La maggior parte di queste erano solo deboli emissioni di ceneri e a volte si osservava la formazione di un lago di lava nel cratere del vulcano; soltanto tre furono invece quelle più violente.
Nel 1940 si verificò un'eruzione che causò un'apertura laterale ad un'altitudine di 1.950 m sul pendio sud-occidentale, dove si riversò un flusso di lava e si formò un cono di scorie (VEI=3).

### Eruzione del 1975
L'eruzione più significativa fu quella del 1975, nota come "la grande eruzione fessurale del Tolbačik". L'eruzione fu preceduta da uno sciame sismico che permise agli scienziati dell'istituto russo di vulcanologia di prevedere l'evento. L'eruzione creò diversi nuovi coni di scorie e, in termini di volume di lava eruttato, fu la più grande tra quelle dei vulcani della Kamčatka in tempi storici (VEI=4+).

### Eruzione del 2012-2013
Il 27 novembre 2012 si ebbe una nuova eruzione di tipo stromboliano da una fessura lunga 5 km pochi chilometri a sud della caldera, risalente all'eruzione del 1940; in particolare i flussi lavici fuoriuscirono da due punti della fessura posti alle sue estremità (a circa 2000 m e 1500 m di altitudine). Già il 29 novembre 2012, all'eruzione fu assegnato un codice di pericolo di aviazione rosso (il più alto), tuttavia subito venne declassato ad arancione quando venne chiarita la natura dell'eruzione, un deflusso di lava molto liquida con emissioni di ceneri insignificanti. Alcuni edifici e costruzioni posti alla base del vulcano, a 4 km dalle fessure, vennero raggiunti dai flussi di lava. Il 4 dicembre, con l'eruzione ancora in corso, si registrò una forte attività sismica, seguita da un forte scoppio di cenere fino ad un'altezza di 4 km sul pendio meridionale; il pennacchio di cenere fu poi portato via dal vento verso sud-est. Il flusso di lava dall'estremità superiore della fessura cessò dopo 4 giorni, mentre il secondo flusso continuò ancora per oltre un mese e raggiunse i 20 km, formando diverse caverne di lava. Il 17-18 dicembre, la parte orientale di uno dei coni di scorie fu quasi completamente distrutta da una serie di potenti esplosioni. Secondo il gruppo di responso alle eruzioni vulcaniche della Kamčatka (KVERT) l'eruzione, classificata con VEI pari a 4, si concluse il 15 settembre 2013.